# Orphnus asperatus
Orphnus asperatus är en skalbaggsart som beskrevs av Rudolph Petrovitz 1971. Orphnus asperatus ingår i släktet Orphnus och familjen Orphnidae. Inga underarter finns listade i Catalogue of Life.